# Sicut Judaeis
Sicut Judaeis (Latijn voor zoals de Joden) was een pauselijke bul, uitgevaardigd in 1120 door paus Calixtus II, die bedoeld was om mensen die het Joodse geloof aanhingen te beschermen. Aanleiding waren de massamoorden van Joden en annexatie van hun bezittingen in Duitsland en Jeruzalem tijdens de Eerste Kruistocht (1096-1099). In deze bul werden de rechten en het recht op bezit erkend en verbood zij christenen om joden onder dwang te laten bekeren. Iedereen die zich hieraan schuldig zou maken zou worden geëxcommuniceerd.
Latere pausen zouden deze bul onderschrijven, maar in latere bullen werden ook maatregelen tegen de joden genomen, zoals:
- Etsi non displaceat (1205), lijst van beschuldigingen tegen de joden met oproep aan de Franse koning de joden te bestraffen
- In generali concilio, oproep tot uitvoer van maatregelen tegen de joden zoals bepaald tijdens de Concilies van Lateranen (onder andere het dragen van speciale kleding)
- Si vera sunt, vereist de inbeslagname en onderzoek van de Talmoed door de prelaten in Frankrijk en Spanje en de verbranding ervan